# 鄧履中 (崇禎舉人)
鄧履中，字左之，江西新建縣人。明末文人。

## 生平
早年爲諸生，得學使侯峒曾賞識。崇禎十五年（1642年）舉壬午科江西鄉試。次年會試落第，卒於白溝驛。

## 著作
鄧履中詩文蒼涼古雅，與陳弘緒、徐世溥相伯仲。所著有《仰止堂集》《文獻通考續編》。

## 家族
從父鄧以讚。